# ماکسول (نیومکزیکو)
ماکسول (به انگلیسی: Maxwell) یک روستا (ایالات متحده آمریکا) در ایالات متحده آمریکا است که در شهرستان کالفکس، نیومکزیکو واقع شده‌است.
 ماکسول ۱٫۲۳ کیلومتر مربع مساحت و ۲۵۴ نفر جمعیت دارد و ۱٬۸۰۶ متر بالاتر از سطح دریا واقع شده‌است.